# Exostema elegans
Exostema elegans är en måreväxtart som beskrevs av Carl Karl Wilhelm Leopold Krug och Ignatz Urban. Exostema elegans ingår i släktet Exostema och familjen måreväxter.
Artens utbredningsområde är Haiti. Inga underarter finns listade i Catalogue of Life.